# 304 до н. е.

## Народились
- Ашока Великий, індійський імператор і правитель держави Маур'їв.